# Hpakant
Hpakant est une ville minière située dans l'État kachin au nord de la Birmanie. La ville est connue pour ses mines de jades et pour les incidents meurtriers liées à celles-ci, comme celui de juillet 2020 qui a fait plus de 300 morts.